# Stationäre Raumzeit
In der Allgemeinen Relativitätstheorie wird eine Raumzeit als stationär bezeichnet, wenn sie ein zeitartiges Killing-Vektorfeld besitzt. Dabei verwenden einige Autoren (z. B. Ludvigsen) die Bezeichnung „stationäre Raumzeit“ auch bei asymptotisch flachen Raumzeiten, welche lediglich ein Killing-Vektorfeld besitzen, das asymptotisch zeitartig ist, d. h., die Killing-Vektoren werden im Grenzfall großer Entfernung zeitartig. Andere Autoren (Hawking and Ellis) bezeichnen eine Raumzeit, welche lediglich ein asymptotisch zeitartiges Killing-Vektorfeld besitzt als asymptotisch stationär, noch andere (Carroll) verwenden die Bezeichnung inkonsistent.
Entlang eines Killing-Vektorfeldes ist der Metrische Tensor invariant. Anschaulich bedeutet dies, dass es Beobachter gibt, für die sich das Gravitationsfeld zeitlich nicht ändert.

## Zusammensetzung des Linienelements einer stationären Raumzeit
Ein Beobachterfeld {\displaystyle U} in einer Raumzeit {\displaystyle (M,g)} heißt stationär, wenn es eine positive Funktion {\displaystyle f\in C^{\infty }(M,\mathbb {R} ^{+})} gibt, sodass {\displaystyle fU} ein Killing-Vektorfeld ist. Besitzt die Raumzeit ein stationäres Beobachterfeld, so heißt sie stationär. In den Koordinaten eines stationären Beobachters sind die Komponenten {\displaystyle g_{\mu \nu }} des Metrischen Tensors unabhängig von der Zeitkoordinate. Das Linienelement (mit Signatur {\displaystyle (+,-,-,-)} und {\displaystyle i,j=1,2,3}) einer stationären Raumzeit lässt sich daher auf die Form
{\displaystyle \mathrm {d} s^{2}=\lambda (\mathrm {d} t-\omega _{i}\,\mathrm {d} y^{i})^{2}-\lambda ^{-1}h_{ij}\,\mathrm {d} y^{i}\,\mathrm {d} y^{j}\,,}
bringen, wobei {\displaystyle t} die Zeitkoordinate, {\displaystyle y^{i}} die drei räumlichen Koordinaten und {\displaystyle h_{ij}} der metrische Tensor des dreidimensionalen Raums ist. In diesen Koordinaten hat das Killing-Vektorfeld {\displaystyle \xi ^{\mu }} die Komponenten {\displaystyle \xi ^{\mu }=(1,0,0,0)}. {\displaystyle \lambda } ist ein positiver Skalar der die Norm des Killing-Vektorfelds bestimmt, d. h. {\displaystyle \lambda =g_{\mu \nu }\xi ^{\mu }\xi ^{\nu }}, und {\displaystyle \omega _{i}} ein Dreiervektor der die Rotation (englisch twist) der Raumzeit bestimmt. Dieser Vektor berechnet sich aus den räumlichen Komponenten des Twist-Vektors {\displaystyle \omega _{\mu }=\varepsilon _{\mu \nu \rho \sigma }\xi ^{\nu }\nabla ^{\rho }\xi ^{\sigma }}(siehe beispielsweise S. 163) zusammen, der als antisymmetrisches Produkt des Killing-Vektorfelds und seiner kovarianten Ableitung {\displaystyle \nabla }, mit Hilfe des Epsilon-Tensor {\displaystyle \varepsilon } berechnet wird.

## Twist-Vektor und dessen Interpretation
Der Twist-Vektor beschreibt, wie stark die Orientierung des Killing-Vektorfelds von den Flächennormalen der raumartigen Hyperflächen abweicht. Wenn das Killing-Vektorfeld orthogonal zu den raumartigen Hyperflächen ist, d. h., es gilt {\displaystyle \omega _{\mu }\xi ^{\mu }=0}, dann ist das Killing-Vektorfeld rotationsfrei und der Dreiervektor {\displaystyle \omega _{i}} verschwindet. Eine solche Raumzeit wird statisch genannt.
Aus dieser Definition folgt, dass eine statische Raumzeit immer stationär ist, eine stationäre Raumzeit aber nicht statisch sein muss.

## Beispiele
- Eine flache Raumzeit wird durch eine Minkowski-Metrik beschrieben und ist stationär und statisch.
- Die Raumzeit einer homogenen, nicht geladenen und nicht rotierenden Kugel, wird durch die Schwarzschild-Metrik beschrieben und ist asymptotisch stationär und asymptotisch statisch.
- Das Gravitationsfeld eines nicht geladenen, rotierenden schwarzen Lochs wird durch die Kerr-Metrik beschrieben und ist asymptotisch stationär aber nicht asymptotisch statisch.
- Eine Raumzeit mit Gravitationswellen ist weder stationär noch statisch.